# Douglas (Dakota del Nord)
Douglas è un centro abitato (city) degli Stati Uniti d'America, situato nella Contea di Ward, nello Stato del Dakota del Nord. Nel censimento del 2000 la popolazione era di 64 abitanti. La città è stata fondata nel 1906. Appartiene all'area micropolitana di Minot.

## Geografia fisica
Secondo i rilevamenti dell'United States Census Bureau, la località di Douglas si estende su una superficie di 0,80 km², tutti occupati da terre.

## Popolazione
Secondo il censimento del 2000, a Douglas vivevano 64 persone, ed erano presenti 17 gruppi familiari. La densità di popolazione era di 86 ab./km². Nel territorio comunale si trovavano 44 unità edificate. Per quanto riguarda la composizione etnica degli abitanti, il 93,75% era bianco e il 6,25% era nativo. La popolazione di ogni razza ispanica corrispondeva al 3,12% degli abitanti.
Per quanto riguarda la suddivisione della popolazione in fasce d'età, il 17,2% era al di sotto dei 18, il 7,8% fra i 18 e i 24, il 15,6% fra i 25 e i 44, il 40,6% fra i 45 e i 64, mentre infine il 18,8% era al di sopra dei 65 anni di età. L'età media della popolazione era di 49 anni. Per ogni 100 donne residenti vivevano 68,4 maschi.